# Chanson de Siegfried à la peau de corne

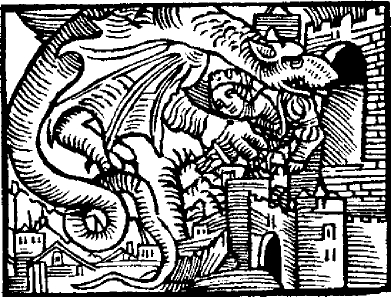
L'enlèvement de Kriemhild par le dragon, tel qu'illustré dans l'une des versions imprimées de la Chanson.

La chanson de Siegfried à la peau de corne (en allemand, Hurnen Seyfrit) est une chanson médiévale rattachée au cycle de Siegfried, ou Sigurd. Sa première édition connue est imprimée à Nuremberg vers 1530. Douze exemplaires de ce texte sont conservés, dans plusieurs éditions datées de 1561 à 1642.
Cette version est plus proche de la mythologie germanique originelle. Elle présente un monde peuplé de nains, de dragons et de géants. Elle s'attache à la jeunesse de Siegfried. Siegfried a été élevé par un forgeron, a tué un dragon et a rendu sa peau invincible (en obtenant que sa peau soit aussi dure que la corne (hürnen)). Ensuite, la chanson raconte comment il a sauvé Kriemhild, fille du roi burgonde Gybich, avec l'aide du nain Eugel, d'un homme maudit qui s'est transformé en dragon. Ce faisant, Siegfried combat le géant Kuperan. Battant le dragon, Siegfried acquiert le trésor des Nibelungen et épouse Kriemhild.
En langue française, ce texte a été traduit par Claude Lecouteux, puis édité une première fois chez Le Porte-Glaive en 1995, et une seconde fois, avec des ajouts, aux éditions La Völva fin 2015. 